# Pyrausta rectifascialis
Pyrausta rectifascialis is een vlinder van de familie van de grasmotten (Crambidae). De wetenschappelijke naam van deze soort is voor het eerst voorgesteld als Botys rectifascialis door Christian Johannes Amandus Sauber in een publicatie uit 1899.
De soort komt voor in China en is voor het eerst ontdekt bij het Qinghaimeer.